# Eugen Wratislaw von Mitrowitz

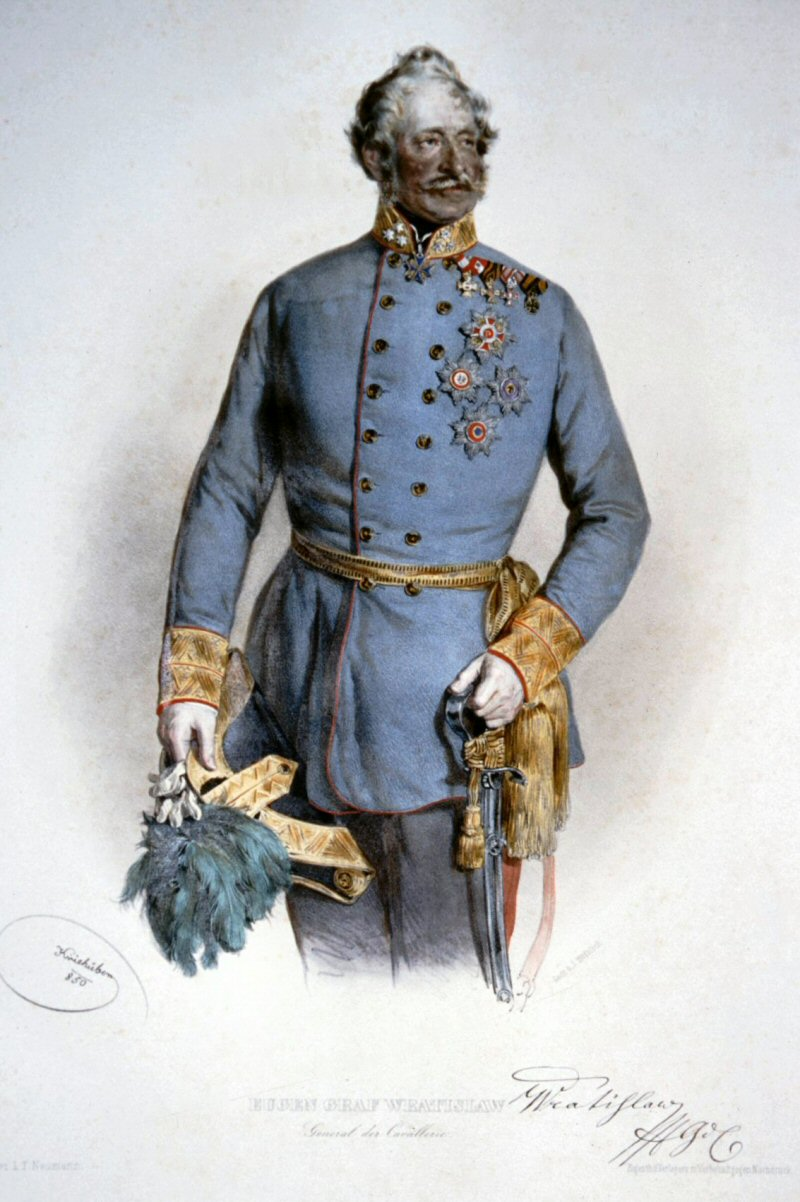
Eugen Graf Wratislaw, litografía por Joseph Kriehuber.

Eugenio Conde Wratislaw von Mittrowitz-Nettolitzky (8 de julio de 1786, Wischopol [en checo: Dolní Bousov], Bohemia - 14 de febrero de 1867, Viena) fue un mariscal de campo austriaco y checo de la Casa de Wratislaw de Mitrovic.
Se unió al ejército en 1804 y combatió en las campañas de 1805-09 y 1813-16. Se convirtió en coronel en 1820, mayor general en 1830 y teniente-mariscal de campo y miembro del Hofkriegsrat en 1835.
En 1848 comandó el primer Cuerpo de Ejército en Italia, y fue ascendido a general de caballería en 1849 y mariscal de campo en 1854. Fue canciller de la Orden Militar de María Teresa en 1855.
- Datos: Q322330
- Multimedia: Eugen Wratislaw von Mitrowitz / Q322330